# مؤتمر موسكو (1941)
مؤتمر موسكو هو أول مؤتمرات موسكو الأربعة للحلفاء عقب الحرب العالمية الثانية. عُقِد ما بين 29 سبتمبر حتى 1 أكتوبر من عام 1941.
أجتمع كل من أفيريل هاريمان الذي مثّل الولايات المتحدة وماكس أيتكين الذي مثّل المملكة المتحدة مع جوزيف ستالين، وكان محور الاجتماع حول إعطاء ضمانات بأن الحليفين الرئيسيين في الحرب العالمية الثانية سيساعدان ويدعمان الاتحاد السوفييتي في الحرب والقتال المشترك ضد ألمانيا النازية.